# Polylepis sericea
Polylepis sericea là loài thực vật có hoa trong họ Hoa hồng. Loài này được Wedd. miêu tả khoa học đầu tiên năm 1857.